# Nagamaki

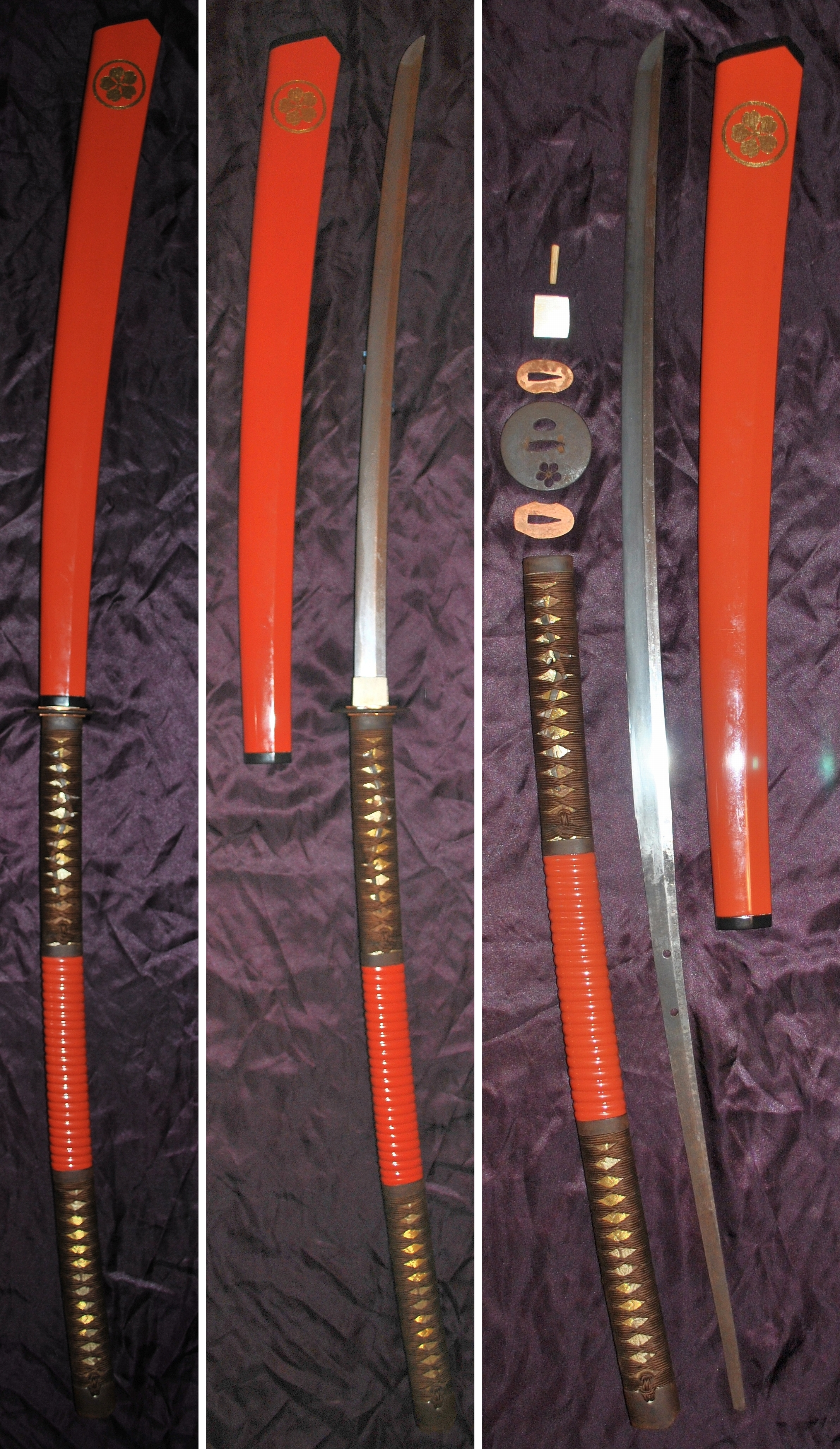
Nagamaki

La nagamaki (長巻 literalmente "larga envoltura"?) es un arma japonesa que fue popular entre los siglos XII y XIV. También es conocida como nagamaki-naoshi.

## Historia
La nagamaki fue desarrollada a mitad del período Muromachi. Hoy en día es una rara espada japonesa de coleccionista, y unas pocas artes marciales enseñan su técnica.

## Manufactura
No hay reglas sólidas que gobiernen los aspectos de la forja de la nagamaki. Al contrario que el wakizashi, el tantō y la katana, que tuvieron una historia de medidas estricta respecto al nagasa, e incluso el tsuka en algunos casos; la nagamaki variaba en nagasa, longitud de espiga, estilo de kissaki, etc. 
Hojas desnudas de nagamaki son hojas del tipo de la longitud de la katana con típico tamaño katana tang (18–26 cm). 
Este tipo podría haber tenido koshirae en un estilo tachi o katana, así como un estilo nagamaki. Sin embargo hay ejemplos de nagamaki con una espiga ("nakago") bastante largo, que podría ser adaptado a un mango más largo para crear un arma de asta y desempeñarse, de hecho, como una naginata. Todas las espadas tradicionales japonesas se ajustan a la empuñadura muy prietas, preferentemente, y se mantienen en su sitio con un mekugi (cuña de bambú), que se ajusta a través de un mekugi-ana (un agujero en la espiga y la empuñadura). Esta es, de hecho, un acoplamiento muy resistente cuando se hace correctamente, y permite desmontar fácilmente la hoja desnuda.
De ordinario la katana tenía un solo mekugi, y se han encontrado nagamaki con dos o más mekugi. Siempre hay variaciones en el mekugi. El hecho de que tenga un mekugi lo conviertia en un arma de filo samurai legalmente en Japón ya que hay utensilios de pesca que de otra manera serían como un arma samurai si no fuera por la ausencia de una empuñadura con mekugi.
La longitud de la hoja varía en una nagamaki. Aun así, la nagasa encaja en el perfil de un tachi o una hoja de katana, lo que sería una hoja de más de 2 shaku (60.6 cm, aprox.) de longitud. El tsuka (empuñadura) solía tener una media de 75cm. Generalmente, el tsuka de esta arma es un poco más larga que la hoja, quizás igual en longitud a la vaina ("saya"). Aunque la palabra nagamaki significa "larga envoltura", se han encontrado sin cuerda ("ito") en absoluto, lo que se parece mucho a la empuñadura de un tachi largo. El tsukamaki (envoltura de la empuñadura) es incluso de mayor importancia cuando se aplica al tsuka de una nagamaki dado que la cuerda ayuda a fortalecer el tsuka en gran medida. Los nagamaki encontrados sin envoltura de la empuñadura suelen tener al menos bridas de metal alrededor de la empuñadura donde se encuentra la espiga.

## Trivia
- Se piensa que las espadas que emplea la infantería élfica, tanto en la Batalla del Abismo de Helm como en la Guerra de la Última Alianza representadas en la trilogía cinematográfica de El Señor de los Anillos, conocidas como lhang, están inspiradas en el nagamaki o pudao.

- Nagamaki es también un plato de carne servido en la cocina asiática: un trozo de carne es aplanado, envuelto y atado alrededor de cebollas, que finalmente se cuecen.

- El héroe del juego Myth 2: soulblighter blande una nagamaki como su arma preferida.

- Hiro Nakamura, uno de los personajes principales de la serie dramática de ciencia ficción Héroes, elige usar la nagamaki que compró su amigo Ando, en lugar de su katana, para enfrentarse al villano Sylar, anunciando que lo que cuenta no es la espada, sino el hombre que la blande.

- Una Nagamaki es también lo que Lyon del videojuego Suikoden V usa como arma.

- En el videojuego Dark Souls 2 existe un arma de tipo katana llamada "Espada embrujada de Alonne", la cual es claramente una nagamaki.